# Cattiva (film)
Cattiva è un film del 1991 diretto da Carlo Lizzani, vagamente ispirato alla vita di Sabina Spielrein.

## Trama
Ai primi del Novecento, la giovane di origine italiana Emilia Schmidt conduce una vita agiata in Svizzera, col marito e il figlioletto Ludwig, mostrando però di tanto in tanto segni di squilibrio mentale.
Ricoverata in una lussuosa clinica di Zurigo, riceve la diagnosi di schizofrenia a causa dei suoi comportamenti, venendo perciò definita "cattiva". Tuttavia il professor Gustav, giovane assistente del primario della clinica, professor Brokner, si appassionerà al suo caso, e utilizzando le innovative ricerche del dottor Sigmund Freud, riuscirà a recuperarla parzialmente e quindi a consentirle di lasciare la clinica, non completamente guarita, ma sbloccata dalle sue nevrosi e fiduciosa nella promessa di Gustav di continuare a seguirla in avvenire.

## Riconoscimenti
- 1992 - David di Donatello
  - Migliore attrice protagonista a Giuliana De Sio
  - Candidatura Migliori costumi a Enrica Barbano
- 1992 - Nastro d'argento
  - Candidatura Migliore attrice protagonista a Giuliana De Sio
  - Candidatura Migliore soggetto a Furio Scarpelli e Francesca Archibugi
- 1992 - Globo d'oro
  - Candidatura Migliore attrice a Giuliana De Sio
  - Candidatura Miglior colonna sonora a Armando Trovajoli
- 1991 - Grolla d'oro
  - Migliore attrice a Giuliana De Sio